# Toril y Masegoso
Toril y Masegoso község Spanyolországban, Teruel tartományban. Toril y Masegoso Albarracín, Terriente és Salvacañete községekkel határos. Lakosainak száma 34 fő (2024).

## Népesség
A település népessége az utóbbi években az alábbiak szerint változott:
| Lakosok száma | 30   | 31   | 46   | 36   | 35   | 32   | 29   | 32   | 37   | 34   |
|               | 2001 | 2004 | 2007 | 2009 | 2012 | 2014 | 2017 | 2019 | 2022 | 2024 |